# Dbna
Dbna — це німецькомовна платформа для геїв, бісексуалів, квір-підлітків та чоловіків у віці від 14 до 29 років. Додаток поєднує соціальну мережу з форумом та онлайн-журналом, що висвітлює культуру та сексуальне здоров'я. Соцмережа забороняє оголені частини тіла, а всі завантажені фотографії перевіряються модераторами. Користувачі можуть задавати питання на форумі анонімно. За даними Dbna, у додатку понад 30 000 користувачів.

## Походження назви
Назва походить від німецької: Du bist nicht allein, що переводится як «Ти не один».

## Історія
Dbna було засновано в 1997 році. У 2009 році сайт було номіновано на премію Grimme Online Award.